# Shiny Entertainment
Shiny Entertainment, Inc. was een Amerikaans computerspelontwikkelaar die werd opgericht door David Perry in oktober 1993. Het bedrijf ging samen met The Collective verder onder de naam Double Helix Games.
Shiny Entertainment is bekend van titels als Earthworm Jim, MDK, en Enter the Matrix.

## Geschiedenis
Oprichter David Perry werkte in 1991 voor Probe Software in Londen aan het spel The Terminator voor de Sega Mega Drive. Het spel zou gepubliceerd worden door Virgin Interactive in de Verenigde Staten. Na een voorstel ging Perry akkoord om zijn werk daar af te ronden en verder te werken bij het Amerikaanse ontwikkelteam. Hier werkte hij aan titels als Global Gladiators, Cool Spot, en Disney's Aladdin, die commercieel succesvol werden.
Nadat Perry zijn verblijfsvergunning kreeg kon hij zijn eigen bedrijf starten. Hij tekende een overeenkomst met Playmates Interactive voor het uitgeven van drie spellen.
Het eerste spel dat Shiny uitbracht was Earthworm Jim voor de Mega Drive. Dit werd een succes en Shiny won hiermee de Spel van het Jaar-prijs. Als gevolg van het succes kwamen er een televisieserie, stripboeken, speelgoed, en andere producten van Earthworm Jim.
In 1995 werd Shiny overgenomen door Interplay Entertainment. De helft van alle medewerkers verliet het bedrijf. Perry richtte daarna samen met Doug TenNapel The Neverhood, Inc. op.
Na de twee Earthworm Jim-spellen kwam Shiny met MDK, een 3D-actiespel dat in 1997 is uitgebracht voor pc, en een jaar later werd geporteerd naar andere platformen. Interplay publiceerde het spel samen met Playmates Interactive.
In 2000 bracht Shiny twee spellen uit in nieuw genres, het 3D-actiespel Messiah en het strategiespel Sacrifice. Beide werden geen grote successen als voorgaande titels.

### Overname door Infogrames
In 2002 werd Shiny overgenomen door Infogrames (later Atari) voor 47 miljoen dollar met het toen lopende project Enter the Matrix. Ondanks de matige recensies werd Enter the Matrix een commercieel succes. Shiny ontwikkelde een nieuw spel dat was gebaseerd op dezelfde licentie, The Matrix: Path of Neo, dat uitkwam in 2005.
Atari kondigde aan hun spelontwikkeling-studio's te willen verkopen. Op 2 oktober 2006 werd Shiny door Foundation 9 Entertainment gekocht. Een jaar later in 2007 ging het samen met The Collective verder onder de naam Double Helix Games.

## Ontwikkelde spellen
- Earthworm Jim (1994)
- Earthworm Jim 2 (1995)
- MDK (1997)
- Wild 9 (1998)
- R/C Stunt Copter (1999)
- Messiah (2000)
- Sacrifice (2000)
- Enter the Matrix (2003)
- Terminator 3: Rise of the Machines (2003)
- The Matrix: Path of Neo (2005)
- The Golden Compass (2007)
- Earthworm Jim HD (2010)